# アホガール
『アホガール』(AHO-GIRL）は、ヒロユキによる日本の漫画作品。『週刊少年マガジン』（講談社）にて、2012年52号から2015年12号まで連載したあと、作者の体調不良により同社の『別冊少年マガジン』に移籍して2015年7月号から2018年1月号まで連載。

## 概要
とてつもなく頓珍漢なヒロインの女子高生花畑よしこが、幼馴染の少年、阿久津明をはじめとする周囲の人物をトラブルに巻き込んでは明から突っ込みを受ける、もしくは（鉄拳）制裁されるといったものが通例となる痛快で残念なギャグ漫画である。基本的にはテンションの高いスラップスティックで大雑把なコメディが描かれている。
当初連載していた『週刊少年マガジン』では四コマ形式で基本1回当たりにつき11本掲載されていたが、『別冊少年マガジン』移籍後の第7巻（「その98」）以降は四コマ形式をとっておらず一話完結のストーリー形式で進行している（但し、それ以前にも特別編ではストーリー形式であったほか、第10巻修学旅行編3は四コマ形式であった）。
作中では連載開始時高校1年生であった主人公らが2年生へと一学年進級しており、同時に一部キャラクターが留年するなどしている。
作者によると、2016年の夏ごろには既に完結させることを決めており、連載が長期化したことで「一旦休んで次回作に取り組む」ため完結させた。単行本は全12巻だが、第10巻から第12巻にかけては2017年10月から3ヶ月連続で発売された。2017年12月時点で累計発行部数は150万部を記録している。

## あらすじ
学力テストで5教科全て0点を取るほど頭が悪い空前絶後のアホの子・花畑よしこは、幼馴染の「あっくん」こと阿久津明に説教を受けても的外れな返答しかできず、それがもとであっくんから制裁や突っ込みをうけることがしばしば。クラスメイトの隅野さやか、よしこの自称舎弟になる不良・黒崎龍一、よしこの母・よしえ、あっくんの妹・瑠璃、あっくんに思いを寄せる風紀委員長、あっくんを嫌うギャル3人組、男装したよしこに恋する担任教師の押枝あつこなどを巻き込むトラブルだらけの残念な日々が続く。

## 登場人物
声はテレビアニメ版の声優。

### 主要人物
花畑 よしこ（はなばたけ よしこ）
声 - 悠木碧
【身長160cm 体重48kg 血液型O型 1月1日生まれ】
本作の主人公。茶髪のツインテールが特徴の女子高生。
マークシート方式のテストでも全教科0点を取り、自分の苗字の漢字すら忘れるなど、高校に入学できたのが奇跡としか言い様のないほどのアホ。しかし当人は恥知らずでそれらを反省することもなく「喰う・寝る・遊ぶ・性欲」といった本能的欲求だけを最優先に行動している。特に「死んでも悔いはない」と言いきるほどにバナナが大好物で、一般品から高級品、日本国内外問わずあらゆる産地のバナナを食している。バナナを馬鹿にされると本気で怒る。
根拠のない自信と的外れな思い込みであふれており、他者との会話さえまともに成立しない。しかし、よしこに相対した多くの人間はその大仰な言動と迫力に乗せられ、無意識にアホな行動を取るようになる。学習能力がなく勉強嫌いな一方で、天性の勘と人間離れした身体能力を備えており、単独で街の不良数人を蹴散らすほどけんかも強い。
ほかにも料理（リンゴの皮むき）や裁縫、スキンケアなど意外と女子力は高く、また画力もあり漫画が上手に描ける。その才能の見込んだよしえがストーリーを考え、よしこの作画で漫画雑誌に投稿したら入選し、1万円を貰ったこともある。ただし、ピアノやギターなどは全く弾けない。
明とは5歳の時に彼の住むアパートの隣に建つ一軒家に引っ越して来てから10年来の幼馴染。明に熱烈な恋心を向けているが、そのアホさゆえに露骨に嫌悪されている。しかし、よしこ本人は相思相愛だと勘違いしており、彼から毎日のように受ける折檻にさえ快感を覚えている。明のために自身の容姿を磨くことに余念がないが、近所の子供たちからは「中の下」の容姿と評されており、表情によっては明からも「キモい」「きったねー顔」と評されている。容姿を含めて自分を客観的に見る知性が無いため、明やよしえが自分のせいで本気で苦しみ、明に至っては自分に対して殺意すら抱かれていることに気付いていない。他のクラスメイトからは無視されたりあからさまな敵意こそ向けられている描写こそ無いが、クラスの厄介者として扱われている。
阿久津 明（あくつ あくる）
声 - 杉田智和、小市眞琴（幼少期）
【身長175cm 体重60kg 血液型AB型 5月20日生まれ】
本作のもう1人の主人公。よしこの幼なじみ。通称「あっくん」。
一軒家の花畑家に隣接する、2階建てアパートの2階（201号室）に住む。自身の部屋とよしこの部屋が隣同士のため、昼夜問わずベランダ越しによしこの襲撃を受けてしまう。
学業優秀な勤勉家で、志望校である東大に落ちたら死を選ぶと断言する。進学校は自宅から遠いため「遠距離通学するくらいなら身近な高校に通ってその分を勉強に充てたい」という理由でよしこらと同じ高校に通っている。出かけるときはいつでも勉強できるようにと常に参考書を持ち歩いており、シャツの下にもしまい込んでいる。持久力はなく、水泳が苦手。
整ったルックスに良くも悪くも常識人だが、鋭い目つきと孤独を好む無愛想な性格が理由で友人がおらず、自身の携帯電話には当初は自宅とよしこ、花畑家の番号しか登録されていなかった（後にさやかと風紀委員長の番号も追加された）。よしこに苦しめられてきた人生と、他人に興味がないことから（特に女性に対して）配慮に欠けた言動が多い。他にも対人経験の少なさからズレた行動が多い。加えて、2年生の夏休み直後のテストで全教科満点を取った時はさやかと風紀委員長による間接的なアシストがあったことが要因だと知って激怒したほどプライドが人一倍高い。
趣味は一人神経衰弱。ゲームの才能にも長けており、妹の瑠璃が欲しがっているカードを手に入れるために始めたリズムゲーム「アイタツ」では最難関ステージの曲の譜面を僅か一時間で覚えたばかりか目を閉じた状態でパーフェクトを記録し、2度目のプレイで全国3位にランクインするという伝説を作ったことで、よしこから「精密機械の（ハイスペックマシーン）あくつ」の異名を与えられるほど。
本気で殺意を抱くほどよしこのことが大嫌いで、欲しいものに「よしこを消せるだけの金と権力」を挙げるほど（ただし、「よしこの飼い犬である『犬』に出会えたこと」は唯一よかったことにしている）。よしえの願いに加え、よしこをそのまま社会に解き放った場合の被害を憂慮し、仕方なく面倒を見ている。それ故よしことの関係で周囲から若干の誤解を受けており、よしえからはよしこの結婚相手として狙われている。自身は幼いころからよしこと縁が切れる、または彼女のアホが治らないと自分に未来は無いと思っており、よしこの生活態度を改めさせるため暴力も辞さず、そのためにも身体を鍛えてはいるが、よしこの体力としつこさに圧倒されることも多く、しかも努力が全く実を結ばず更に苛立っており、よしこを真人間にできなかった場合は軽犯罪で刑務所送りにすることも考えている。よしこ以外にも敵と見なした相手には容赦せず、よしこに対してほどの暴力は振るわない代わりに、論理を振りかざして相手を罵倒する。よしこと違って自分の欠点を自覚して克服しようと努力する相手を認める度量は持っている。ただし第一印象の悪い相手（龍一）には辛辣。
妹の瑠璃を溺愛している。そのシスコンっぷりは、彼女の機嫌を損ねてしまった時に「様」付けで呼んで必死に許しを請うなど、人一倍高いプライドを捨てることも厭わないほど。しかし無意識の失言や行動から傷つけることも多いため、当の瑠璃からは兄として慕われているとは言いがたい。
隅野 さやか（すみの さやか）
声 - 原田彩楓
【身長153cm 体重44kg 血液型A型 11月25日生まれ】
よしこたちのクラスメイト。ウェーブがかった金色の長髪が特徴の美少女。
自他ともに認めるお人好し。その優しさが自分自身の首を絞めているという自覚を持っている一方で、極端に小さい胸（普段は胸パットで盛っている）と自分の地味さを気にしている。よしこ、明とほかのクラスメイトたちとの緩衝材的存在であり、明やクラスメイトたちからは、よしこによってクラスが崩壊しない要因として感謝されている。ただ、普段の大人しさとは裏腹に酒癖が悪い。度が過ぎたりすると、本気で激怒する。
助けると決めた相手に対しては、並み外れた精神力と行動力を発揮する。友人がいない明を不憫に思い、自ら友人に名乗り出る。また彼のことを「あっくんさん」と呼んでおり、仲も良好だが互いに異性としては意識していない（よしえからは「よしこの恋敵の1人」として警戒されている）。ただ、よしこを友達として慕っている故によしこを嫌悪する明の言動を理解しつつも共感はできずにいる。また風紀委員長の明への想いを応援しており、彼女に幸せになって欲しいとの願いから、風紀委員長に対して明からどう思われているかを包み隠さず伝えたり、明に振り向いてもらうための作戦の立案・実行までも手伝っている。
家庭はかなりの裕福な模様。ポメラニアンを飼っているほか、自宅の外観は、アニメではお屋敷と呼べるくらいの大きさで描かれている（原作では断片的でしか描かれていないが、塀などの描写からお屋敷と思わせる家である）。
風紀委員長（ふうきいいんちょう）
声 - 上坂すみれ
【身長165cm 体重52kg 血液型B型 7月13日生まれ】
本名不明。Gカップのバストが特徴の容姿端麗な高校3年生。
常に学年5位以内を維持するほど成績がよく、登校時に校門で持ち物検査をするなど厳格な性格。セクハラや変態的な言動で誘導をしてきたよしこから救ってもらったことから、明に好意を抱く。彼からは容姿を高く評価される一方で、よしこに振り回された影響で奇行に走ることから、変な女と誤解され敬遠される。しだいにその恋心は暴走していき、その暴走っぷりは無自覚にストーカーや住居侵入などの犯罪・変態行為をしたり、自身の卒業間際には「明と離れたくない」という理由で校長に留年を直訴し本当に留年してしまうほど。のちにさやかの決死の行動によって間違いに気付き、さやかの指導のもとで自身の行いと性分を矯正することを誓う。
さやかからは「制限をかけられると進化するタイプ」と危惧されており、その不安通りさやかによる明との接触禁止令で禁断症状に苦しむ中、よしこが出した明の下着から漂う匂いを嗅いで満足するなど、変態度はむしろエスカレートしており危うい面は依然として残っている。しかしアホのよしこに比べれば明への思いは真摯なもので、そのために努力する姿勢自体は彼からも認められている。
ストーリー終盤で明に告白するが「恋愛に関心がない」「少なくとも10年はこのままだろう」という理由で断られる。しかし、この返答を前向きにとらえ「10年でも待ち続ける」と宣言した。

### 花畑家
花畑 よしえ（はなばたけ よしえ）
声 - 日笠陽子
【身長161cm 体重49kg 血液型O型 1月9日生まれ】
よしこの母親。よしこのアホぶりに辟易している苦労人に見えるが、その本性は非常に大人げない下衆の極みで、明がよしこ以外に殴りたいと思った人物。よしこの父とは自身の強引な夜這いで結ばれ、現在も月イチで単身赴任先から戻ってくる夫との情事を楽しみにしている模様。
明同様よしこのせいで自分の老後に対して不安を抱いており、その点では明と意気投合することもある。そのため、よしこの幼馴染で成績優秀で将来有望な明をよしこと結婚させるために明の妹の瑠璃にうまく取り入る等のさまざまな謀略をめぐらせており、特に風紀委員長やさやか、龍一たちを『よしこと明の仲を脅かす存在』として一方的に敵視しており（風紀委員長はともかく、さやかや龍一にはそのような考えは全くない）、力づくで排除しようとする。また、若い女が花畑家を訪れた際には「明を誘惑しないかどうか」を確認するため、必ずパンツをチェックする。本人の言動からよしこと明が高校生でいる期間が彼らを結婚させる最後のチャンスと見做している様である。
年齢は40歳前後。自身の年齢を気にしており「ババア」と呼ばれると理性を失うほど激怒する。大柄な龍一を片手で投げ飛ばしぶちのめす、早足で逃げる、瞬時に風紀委員長のブラのホックを外し、直立状態にも関わらずパンツも脱がすなど、娘同様に戦闘能力も非常に高い。
よしこの父
本名不明。普段は眼鏡をかけており、素顔も不明。妻や娘とは異なり、明が「なんでこんなまともな人からあんなアホ（よしこ）が生まれるんだろう」と疑問に思うほどの真人間。単身赴任中で、自宅に戻れるのは正月か月に一度くらい。若いころ、大人しい振りをして上物の男を探していたよしえに選ばれる程度の人物である。
犬（いぬ）
声 - 浪川大輔
よしこが公園で拾ってきた捨て犬。背に人間を乗せられるほどの巨体と白い体毛が特徴で、犬種や素性は不明。最初に公園に現れたときは凶暴な性格と見た目だったが、よしこに敗北してからは従順になりおだやかな性格と見た目に変わった。
よしこに「ペットに名前を付ける」という発想がなかったため、花畑家の一員となってからもそのまま「犬」と呼ばれている。エサ代が高額なためよしえからは疎まれており、食い扶持を稼ぐためによしことともに山でイノシシなどの野生動物を狩っている。
よしこを乗せたままでもオートバイよりも速く走り、またよしこらの修学旅行についていくため旅行先の沖縄まで飛行機にしがみ続けるなど、犬離れした高い身体能力を持つ。また話せないまでも人語が理解でき、よしこよりもはるかにコミュニケーション能力に優れるなど高い知能も持つ。映画の趣味が同じだったことをきっかけに、明との友情も芽生えている。さやかの飼い犬であるポメラニアンの「ポメちゃん」（声 - 井澤詩織）に惚れている。
名前がないのを見かねた明から「ジョージ」という名前を与えられかけるが、よしこのせいで有耶無耶になってしまった。

### 阿久津家
阿久津 瑠璃（あくつ るり）
声 - 千本木彩花
【身長138cm 体重31kg 血液型A型 9月3日生まれ】
明の妹で、小学5年生（のち小学6年生）だが、胸はさやかより大きい。よしこと同レベルのアホだが、よしこと違ってそのことを恥じており自身の評価を覆すために日々勉強している。しかしその努力はまったく報われず、テストはいつも0点。さらに勉強だけに打ち込んできた結果、手先が不器用で運動神経も悪く自転車にすらまともに乗れない。唯一の長所は「努力を続けることができる根性」。よしこに勝る点は容姿と知性のみ。
兄同様、一度敵と見做した相手は容易に受け入れない一面を持っており、特によしこに対しては「アホがうつる」と激しく嫌悪し、年上なのに「お前」と言ったり呼び捨てにする。その一方で、優しく接してくれるよしえやさやかのことを慕っている（ただし前者に関しては明と共によしこをフィリピンへ捨てようとする計画を立てているのを聞いてしまい、その後は不明）。
阿久津兄妹の母親
声 - 小若和郁那
本名不明。仕事であまり家にいないことが多いため、普段のエピソードでは全く登場せず、瑠璃の授業参観でさえも「娘が恥をかく姿を見たくない、見られたくない」という理由で夫ともども出席しなかった（代わりに明が出席）。
花畑家が越してきた当時の若いころのエピソードでのみ一度登場している。その時はよしこを気に入り、明も気に入っていると決めつけて仲良くさせようとしていた。（アニメでは顔全体は描かれなかった）。
阿久津兄妹の父親
本名不明。妻（明と瑠璃の母親）と同じく仕事で不在がちのため過去のエピソードを含めて一切登場しておらず、普段何をしているのかも不明。

### 高校関係者
押枝 あつこ（おしえだ あつこ）
声 - 佐藤利奈
【身長158cm 体重49kg 血液型A型 1989年2月18日生まれ】
よしこたちの担任を務める数学教師。28歳。よしこを熱心に指導しようとするが、よしこの暴走に振り回され知らずに洗脳されかけることも多い。容姿は悪くないが女子校出身のため恋愛経験はない。
「よしお」（男装したよしこ）に真剣に恋をしており「一緒になれるなら教職を投げ出してもいい」とまで考えている。後に明が正体を伝えているが、それでもよしおへの情熱は薄れていない模様。
黒崎 龍一（くろさき りゅういち）
声 - 八代拓
【身長178cm 体重64kg 血液型B型 12月24日生まれ】
コンビニの前でたむろしていた不良。よしこたちと同じ高校の同級生でもある。暴力を振るわれながらも自身に絡んでくるよしこのことを「自分のことを真剣に見てくれる」と勘違いし、打ち解けて舎弟になり、不良から足を洗った。しかし当のよしこからは、名前はおろか存在すら忘れられていることがある。よしこを慕っている一方、母親のよしえは「最低」と嫌っている。明とも友人として近付きたいと考えるが、当人にまるでその気がないためうまくいかない。明に対する一途な思いから猛勉強を重ねた結果、2年次の一学期の中間考査で彼を抜いて学年1位になったが、結局相手にされなかった。
栄村 茜（えいむら あかね）
声 - M・A・O
【身長156cm 体重48kg 血液型O型 3月3日生まれ】
よしこたちと同じクラスに在籍する「ギャル3人組」のリーダーで赤髪、通称「ギャルA」。不良ぶっているがメンタルが3人の中で一番弱い。その3人の中で唯一学業成績が悪く、思慮の浅さと忍耐力のなさから、明からはよくバカにされる。自分を同類の仲間と見なして近付いてくるよしこを嫌っているが、意気投合することも多い。純情で恋愛ごとには奥手なため、彼氏が欲しいと思いつつもできない。一人暮らしをしている。卒業後は「第一志望：花屋・第二志望：ケーキ屋・第三希望：ペットシッター」と、就職を希望するが明や仲間の2人に志望理由の軽薄さを指摘され、よしこによる職業の実態を指導され完全に挫折。以後は仲間の2人と同じく大学への進学を志望するが、早くも挫折しかける。
柊 姫衣（ひいらぎ きい）
声 - 前田玲奈
【身長159cm 体重45kg 血液型B型 7月17日生まれ】
「ギャル3人組」の一人で金髪、通称「ギャルB」。クールな性格で毒舌。いつもは冷静で影が薄めだが、怒ると明を言い負かすほどの口達者になる。頭脳明晰で美人なことから男子から頻繁に告白されるが、その性格から付き合っても長続きせず、10人以上と交際しては別れている。茜に同性愛的な感情を抱いている。
椎名 黒子（しいな くろこ）
声 - 井口裕香
【身長167cm 体重51kg 血液型A型 11月7日生まれ】
「ギャル3人組」の一人で黒髪、通称「ギャルC」。強気な性格だが、実は結構ウブな性格。幼なじみの男子「としくん」と交際しているが、互いにウブのため清い交際を続けている。彼氏と一緒の大学に行くことを目標に受験勉強を頑張っている。
乾 凛子（いぬい りんこ）
【身長162cm 体重48kg 血液型B型 6月14日生まれ】
初登場時高校2年生で、よしこらより1学年上。悪趣味で、かなり特殊な感覚をしている。よしこのことをペットのように可愛がっている。親には自由に育てられたゆえにやることは適当だが、気に入った者には執着する。
プロフィールが存在する登場人物の中で僅か2回しか登場しておらず、最終話にすら登場しなかった（アニメにも登場していない）。

### その他
守（まもる）、正（ただし）、希（のぞみ）
声 - 井澤詩織（守）、井口裕香（正）、前田玲奈（希）
よしこの遊び仲間である近所の小学生たち。男子の守と正、女子の希の3人組。元々は3人だけで公園で遊んでいたが、よしこがそこに強引に割り込んで遊び仲間となる。
男子の二人は精神年齢が高い常識人でアホが露呈したよしこを「だめな大人」と呼び距離を置くようになるが、希だけは自分もよしこのようになりたいと尊敬の念を抱く。

## 書誌情報
- ヒロユキ 『アホガール』 講談社〈講談社コミックス〉、全12巻
  1. 2013年5月17日発売[28]、ISBN 978-4-06-384871-7
  2. 2013年10月17日発売[29]、ISBN 978-4-06-394954-4
  3. 2014年4月17日発売[30]、ISBN 978-4-06-395057-1
  4. 2014年8月16日発売[31]、ISBN 978-4-06-395166-0
  5. 2015年1月16日発売[32]、ISBN 978-4-06-395293-3
  6. 2015年5月15日発売[33]、ISBN 978-4-06-395393-0
  7. 2016年3月9日発売[34]、ISBN 978-4-06-395610-8
  8. 2016年10月7日発売[35]、ISBN 978-4-06-395754-9
  9. 2017年6月9日発売[36]、ISBN 978-4-06-395953-6
  10. 2017年10月6日発売[37]、ISBN 978-4-06-510239-8
    - 「DVD付き特装版」 2017年10月4日発売[38]、ISBN 978-4-06-397026-5

  11. 2017年11月9日発売[39]、ISBN 978-4-06-510629-7
    - 「DVD付き特装版」 同日発売[40]、ISBN 978-4-06-397027-2

  12. 2017年12月15日発売[2]、ISBN 978-4-06-510583-2
    - 「DVD付き特装版」 同日発売[41]、ISBN 978-4-06-397028-9

## テレビアニメ
2017年7月より9月までTOKYO MX・BS11ほかにて15分枠で放送された。原作第10、11、12巻の特装版にテレビアニメが各4話ずつ収録されたDVDが付属。OPでは毎回絵コンテが違っている。
視聴者の評価は高く、DVDの売れ行きも好調であった。

### スタッフ
- 原作 - ヒロユキ（別冊少年マガジン連載／講談社）[3]
- 総監督 - 草川啓造[3]
- 監督 - 玉木慎吾[3]
- シリーズ構成・脚本 - あおしまたかし[3]
- キャラクターデザイン・総作画監督 - 石川雅一[3]
- 美術設定 - 大平司
- 美術監督 - 菊名香
- 色彩設計 - 上村修司
- 撮影 - 伊藤康行
- 編集 - 岡祐司
- 音響監督 - 本山哲
- 音楽 - 吟（BUSTED ROSE）[3]
- 音楽制作 - キングレコード
- チーフプロデューサー - 松下卓也、中西豪
- プロデューサー - 石黒達也、古川慎、鈴木廉太、宮城惣次、石川功、相島豪太、大和田智之、鈴木脩一、井口健一
- アニメーションプロデューサー - 天野翔太
- アニメーション制作 - ディオメディア[3]
- 制作 - NAS[42]
- 製作 - アホガール製作委員会

### 主題歌
オープニングテーマ「全力☆Summer!」
作詞 - atsuko / 作曲 - atsuko、KATSU / 編曲 - KATSU / 歌 - angela
第12話では未使用。
エンディングテーマ「踊れ!きゅーきょく哲学」
作詞 - 上坂すみれ、月蝕會議 / 作曲・編曲 - 月蝕會議 / 歌 - 上坂すみれ

### 各話リスト
| 話数     | サブタイトル               | 絵コンテ | 演出                    | 作画監督                                                                               | 総作画監督        |
| -------- | -------------------------- | -------- | ----------------------- | -------------------------------------------------------------------------------------- | ----------------- |
| 1ふさ目  | 来たぞ！アホガール         | 玉木慎吾 | 玉木慎吾                | 本田辰雄、大村将司 Yu Min Zi、福田佳太                                                 | 石川雅一          |
| 2ふさ目  | 増える！アホガール         | 玉木慎吾 | 三塩天平                | 徳永さやか、槙田路子 石丸史典、望月俊平                                                | 石川雅一          |
| 3ふさ目  | 老後も安心！アホガール     | 稲垣隆行 | 大橋一輝                | 本田辰雄、大村将司 加藤弘将                                                            | 石川雅一          |
| 4ふさ目  | 突入！アホガール           | 井畑翔太 | 井畑翔太                | 井畑翔太、徳永さやか 槙田路子、石丸史典 大村将司、本田辰雄                             | 石川雅一          |
| 5ふさ目  | 夏だ！アホガール           | 清水空翔 | 清水空翔                | -                                                                                      | 清水空翔          |
| 6ふさ目  | 暑い夏だ！ アホガール      | 清水空翔 | 胡蝶蘭あげは            | 本田辰雄、大村将司 福田佳太、槙田路子 徳永さやか、石丸史典                             | 石川雅一          |
| 7ふさ目  | ギャルが！アホガール       | 稲垣隆行 | 鈴木琢磨                | 本田辰雄、大村将司 加藤弘将、福田佳太 槙田路子、野村治嘉 石丸史典、徳永さやか 紺野美喜 | 石川雅一          |
| 8ふさ目  | 天使のような！アホガール   | 清水空翔 | 清水空翔 胡蝶蘭あげは   | 清水空翔、本田辰雄 大村将司                                                            | 石川雅一 清水空翔 |
| 9ふさ目  | フェスティバゥ！アホガール | 井畑翔太 | 井畑翔太                | 大村将司、槙田路子 本田辰雄、石丸史典 加藤弘将、野村治嘉 徳永さやか                    | 石川雅一          |
| 10ふさ目 | ドライブ！アホガール       | 玉木慎吾 | 玉木慎吾 三塩天平       | 本田辰雄、大村将司 加藤弘将、福田佳太 槙田路子、野村治嘉 石丸史典                      | 石川雅一          |
| 11ふさ目 | 決戦！必殺！アホガール     | 玉木慎吾 | 胡蝶蘭もんしろ 玉木慎吾 | 本田辰雄、大村将司 加藤弘将、福田佳太                                                  | 石川雅一          |
| 12ふさ目 | 出会い…そして！アホガール  | 玉木慎吾 | 玉木慎吾                | 清水空翔、本田辰雄 大村将司、福田佳太 野村治嘉、石丸史典                               | 石川雅一          |

### 放送局
| 放送期間                               | 放送時間                     | 放送局     | 対象地域 | 備考                             |
| -------------------------------------- | ---------------------------- | ---------- | -------- | -------------------------------- |
| 2017年7月4日 - 9月19日                 | 火曜 23:00 - 23:15           | TOKYO MX   | 東京都   |                                  |
|                                        | 火曜 23:30 - 23:45           | AT-X       | 日本全域 | CS放送 / リピート放送あり        |
| 2017年7月5日 - 9月20日                 | 水曜 0:00 - 0:15（火曜深夜） | サンテレビ | 兵庫県   |                                  |
|                                        | 水曜 2:00 - 2:15（火曜深夜） | BS11       | 日本全域 | 製作参加 / BS放送 / 『ANIME+』枠 |
| 全局『徒然チルドレン』とのセット放送。 |                              |            |          |                                  |

| 配信期間                | 配信時間                     | 配信サイト                                        |
| ----------------------- | ---------------------------- | ------------------------------------------------- |
| 2017年7月5日 - 9月20日  | 水曜 12:00 更新              | dアニメストア                                     |
| 2017年7月6日 - 9月21日  | 木曜 0:00（水曜深夜） 更新   | GYAO!                                             |
| 2017年7月7日 - 9月22日  | 金曜 12:00 更新              | アニメ放題 U-NEXT                                 |
| 2017年7月8日 - 9月23日  | 土曜 0:00（金曜深夜） 更新   | dTV                                               |
| 2017年7月9日 - 9月24日  | 日曜 0:30 - 0:45（土曜深夜） | AbemaTV ・新作TVアニメチャンネル リピート配信あり |
| 2017年7月10日 - 9月25日 | 月曜 12:00 更新              | バンダイチャンネル あにてれ                       |
| 2017年7月11日 - 9月26日 | 火曜 0:00（月曜深夜） 更新   | ニコニコチャンネル                                |
|                         | 火曜 22:30 - 22:45           | ニコニコ生放送                                    |
| 2017年7月20日 - 10月5日 | 木曜 0:00（水曜深夜） 更新   | GYAO!ストア                                       |

| 配信期間               | 配信時間              | 配信サイト   | 対象地域 | 備考                                |
| ---------------------- | --------------------- | ------------ | -------- | ----------------------------------- |
| 2017年7月4日 - 9月19日 | 火曜 22:15 (CST) 更新 | ビリビリ動画 | 全世界   | 中国語（簡体字）字幕あり / 無料放送 |

| BS11 水曜2:00 - 2:15（火曜深夜）枠 | BS11 水曜2:00 - 2:15（火曜深夜）枠    | BS11 水曜2:00 - 2:15（火曜深夜）枠 |
| 前番組                             | 番組名                                | 次番組                             |
| ---------------------------------- | ------------------------------------- | ---------------------------------- |
| 通販番組枠 ※2:00 - 2:30            | アホガール 【同番組のみ『ANIME+』枠】 | 通販番組枠 ※2:00 - 2:30            |

### コラボ企画
伊豆急行においてコラボキャンペーンとして、2017年7月29日- 同年12月24日もしくは限定1000部の完売で記念乗車券が発売された。